# Сорочинський ярмарок (опера)
Сорочинський ярмарок (рос. Сорочинская ярмарка) — комічна опера в трьох діях Мусоргського, складена між 1874 і 1880 у Санкт-Петербурзі, Росія. Композитор написав лібрето, засноване на однойменному оповіданні Миколи Гоголя, з його ранньої (1832) збірки українських оповідань «Вечорниці на хуторі біля Диканьки». Опера залишилася незавершеною і невиконаною після смерті Мусоргського в 1881 році. Сьогодні завершення роботи Віссаріоном Шебаліним стало стандартом.

## Історія композиції

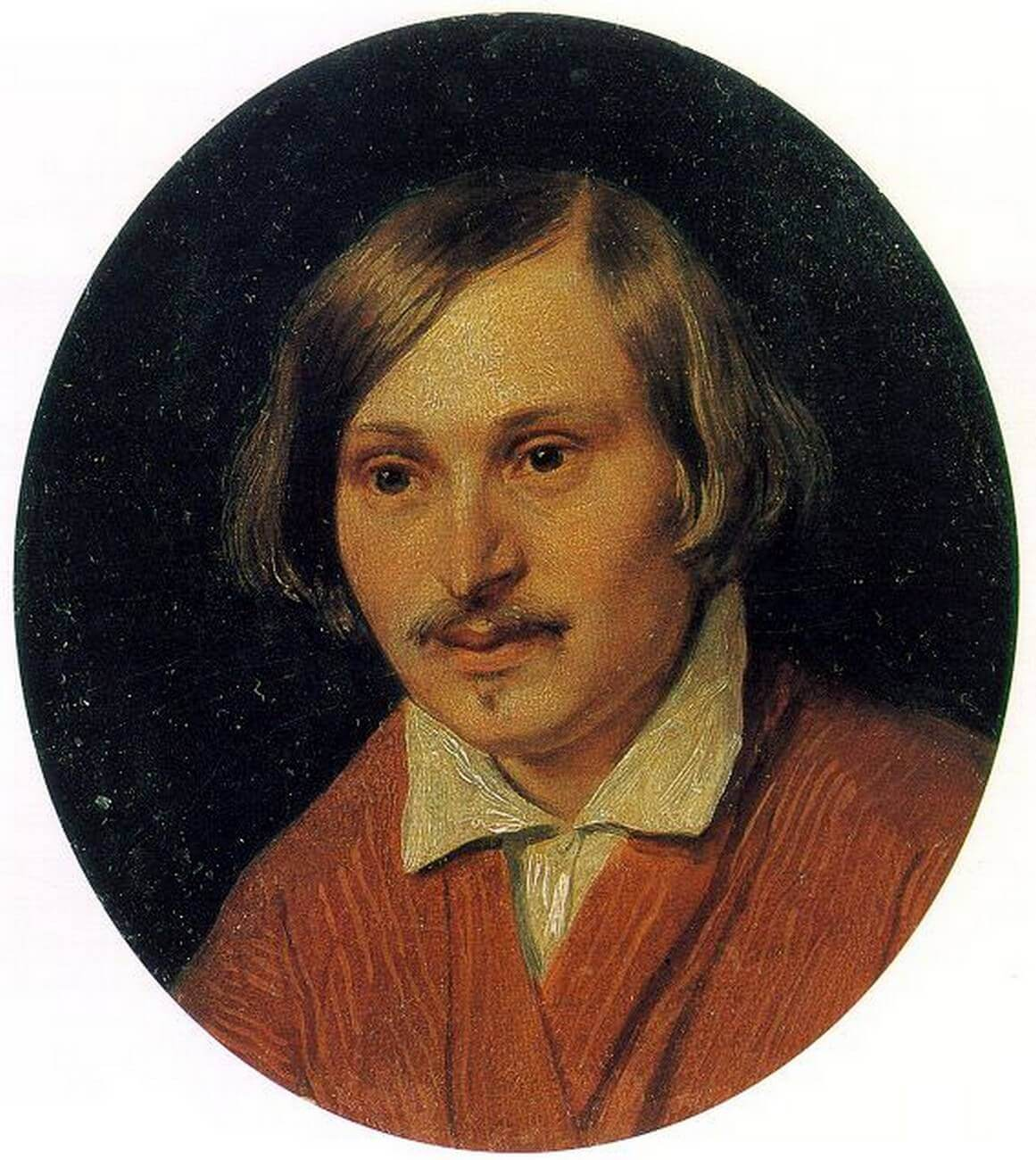
Микола Гоголь
(1809–1852)

Мусоргський працював над оперою з 1874 по 1880 рік, паралельно з роботою над «Хованщиною» (1872-1880); на момент його смерті в 1881 році обидві опери були незавершеними. Він повторно використав деякі раніше написані музичні твори (наприклад, «Сцену ринку» з II акта нещасливої «Млади» 1872 року, використану для вступної сцени «Ярмарку»). Включення музики «Ночі на Лисій горі» як послідовності снів за участю героя було пізнім доповненням до сценарію в процесі композиції, попри те, що такий епізод не передбачається оригінальним сюжетом. Хоча Мусоргскому вдалося завершити деякі номери й навіть частину оркестровки, значні частини сценарію залишилися лише в голих ескізах або взагалі без музики.
Кілька наступних композиторів і редакторів (див. нижче) зіграли часткову або максимальну роль в доведенні твору до придатного для виконання стану. Перше сценічне виконання з розмовними частинами відбулося 8 жовтня 1913 року в Москві під керуванням Костянтина Сараджева. Починаючи з 1917 року, на сцену вийшли перші з кількох повністю заспіваних версій.

## Історія роботи
Завершені версії опери проходили наступним чином:
- Версія Цезара Кюї: 13 жовтня 1917 р. У Петроградському театрі музичної драми під диригуванням Ґжегожа Фітельберга.
- Версія Миколи Черепніна: 17 березня 1923 року в Монте-Карло під диригуванням Черепніна
- Версія Миколи Голованова: 10 січня 1925 року у Великому театрі Москви під диригуванням Юрія Сахновського.
- Версія Віссаріона Шебаліна: 12 грудня 1931 р. У Ленінграді в Малому оперному театрі під диригуванням Самуїла Самосуда.
- Версія Еміля Купера: 3 листопада 1942 р. У Нью-Йорку

Уперше опера була виконана в Англії 24 листопада 1936 року Британською музично-драматичною оперною компанією в Ковент-Гардені постановці Володимира Розінга під диригуванням Альберта Коутса.
Ярмарок у Сорочинцях не є частиною стандартного оперного репертуару на Заході. Найвідоміші номери від Ярмарку — це оркестровий Вступ та кінцевий Гопак. Мусоргський також переклав «Гопак» і сцену на ринку для фортепіано соло.
Сергій Рахманінов зробив аранжування Гопака для фортепіано.
Версія Римського-Корсакова «Ніч на Лисій горі» заснована головним чином на версії, включеній до цієї опери.
Дві з українських народних мелодій, які Мусоргський включив до цієї опери (Дія1), також використовував Римський-Корсаков у своєму власному Святвечорі, який також базувався на оповіданні Гоголя.

## Ролі
Джерело:
| Роль                                                                                         | Тип голосу    | Прем'єрний акторський склад, 8 жовтня 1913 року Диригент: Костянтин Сараджев) |
| -------------------------------------------------------------------------------------------- | ------------- | ----------------------------------------------------------------------------- |
| Черевік                                                                                      | бас           |                                                                               |
| Хівря, дружина Черевика                                                                      | меццо-сопрано |                                                                               |
| Парася, дочка Черевика, пасербиця Хіврі                                                      | сопрано       |                                                                               |
| Кум                                                                                          | бас-баритон   |                                                                               |
| Грицько, селянський хлопець                                                                  | тенор         |                                                                               |
| Афанасій Іванович, син священника                                                            | тенор         |                                                                               |
| Циган                                                                                        | бас           |                                                                               |
| Приспів, мовчазні ролі: жінки на ринку, купці, цигани, євреї, козаки, хлопці, дівчата, гості |               |                                                                               |
| Intermezzo (видання Shebalin)                                                                |               |                                                                               |
| Чорнобог                                                                                     | бас           |                                                                               |
| Приспів, мовчазні ролі: Кощій, Черв’як, Чума, Топелець, Смерть, демони, відьми, карлики      |               |                                                                               |

Примітка : Видання «Шебалін» містить «Сонне марення парубка» (рос. Сонное видение паробка).

## Синопсис
Час: Початок 19 століття
Місце: село Великі Сорочинці, неподалік Полтави

### Дія1
Сцена 1: Ярмарок
Торговці продають свої товари натовпам відвідувачів, що прибувають з усіх боків. Циганка згадує про червону куртку, яку шукає диявол, а хлопець Грицько сватається до Парасі. Її батько, Черевик, спочатку обурений такою безцеремонністю, але, зрозумівши, що Грицько - син близького друга, погоджується віддати Грицькові в дружини свою дочку. Двоє людей відправляються в корчму, щоб відсвяткувати, коли настає вечір і народ розходиться.
Черевик і його приятель, Кум, виходять з корчми в п'яному вигляді. Після того, як вони бродять в темряві, з їхнього будинку виходить Хівря, дружина Черевика, і оголошує про заручини Парасі. Але Хівря заперечує, і, поки Грицько підслуховує, п'яний Черевик визнає, що весілля не буде. Грицько, залишившись один, горює про свою печаль. Входить циганка, і вони укладають договір: Грицько віддасть циганці своїх волів за п'ятнадцять рублів, якщо той змусить Черевика передумати.
Сцена 2: Сонне марення парубка (Intermezzo)
Поодинці Грицько засинає і сниться йому сон із відьмами та дияволами. Їх розвіюють церковні дзвони. (У завершенні Шебаліна це перенесено між Актом 3, Сценами 1 і 2)

### Дія2
Хата Кума
У будинку Кума, де вони зупинилися, Хівря свариться з Черевиком, умовляючи його піти, щоб зберегти таємницю побачення з Опанасом Івановичем, сином сільського священника. Коли той приходить, вона пропонує йому свої наїдки, які він з'їдає. У розпал їх любовної зустрічі голосно стукають у двері. Афанасій ховається на полиці, а в кімнату входять Черевик і Кум з друзями, стривожені слухом, що хтось бачив червону куртку і диявола. Кум розповідає всю історію про червону куртку, закінчуючи зауваженням, що диявол щороку з'являється на ярмарку зі свинячим рилом і шукає червону куртку. Раптом у вікні з'являється свиняче рило, і всі спантеличені розбігаються.

### Дія3
Сцена 1: Вулиця перед хатою Кума
На вулиці, в результаті забобонної плутанини попередньої сцени, Черевика і Кума переслідують циганка і кілька хлопців. Останні звинувачують двох старших чоловіків в крадіжці кобили та зв'язують їх. Входить Грицько, вибиває у Черевика обіцянку зіграти весілля з Парасею на наступний день, і двох старих відпускають.
Сцена 2: Вулиця перед хатою Кума
На вулиці перед будинком Кума Парася спочатку сумує за Грицьком, але потім розвеселилася від гопака, до якого непомітно для неї приєднався Черевик. Входять Кум і Грицько, Черевик благословляє закоханих, але тут їх зустрічає люта Хівря, і циганка закликає хлопців, щоб ті її стримали. Народ святкує весілля гопаком.

## Основні арії та номери
- Вступ: "Спекотний день в Малоросії" (оркестр)
- Арія: Думка Парубка (Грицько)
- Арія: Думка Парасі (Парася)
- Фінал: Гопак (хор)

## Версії інших авторів
У 1881 році Микола Римський-Корсаков запропонував Анатолію Лядову закінчити композицію твору, а лібрето повинен був дописати старий друг Мусоргського Арсеній Голенищев-Кутузов. Однак Лядов оркестрував тільки п'ять номерів (оприлюднених у 1904 році) і не закінчив оперу. В'ячеслав Каратигін пізніше відредагував деякі фрагменти рукописів Мусоргського, які були оркестровані Лядовим і виконані в 1911 році. Наступного року Володимир Сенілов оприлюднив свою оркестровку думки Парасі з III акту. Юрій Сахновський відредагував і оркестрував деякі фрагменти, які разом з матеріалом, відредагованим Лядовим, Каратигіним і Римським-Корсаковим (тобто музика "Ночі на Лисій горі"), склали свого роду сценічну "прем'єру", що відбулася в Московському Вільному театрі 8 жовтня 1913 року (за старим стилем), причому в сцени без музики Мусоргського були вставлені розмовні діалоги.
На згадку про свого покійного товариша з "Могутньої купки" Цезар Кюї першим створив повну версію "Ярмарки в Сорочинцях" в 1914-1916 роках. Ця повністю проспівана версія - але без фрагмента "Ніч на Лисій горі" - була поставлена 13 жовтня 1917 (за старим стилем) в Театрі музичної драми в Петрограді. Передмова до видання Кюї, датована жовтнем 1916 року, пояснює стан справ в той час і перекладається наступним чином:
Комічна опера "Сорочинський ярмарок" була розпочата Мусоргським у 1875 році [sic], створювалася повільно і фрагментарно, а після смерті композитора в 1881 році залишилася незавершеною. Спочатку були оприлюднені тільки п'ять уривків: вступ до опери (адаптований за попереднього проєкту А.К. Лядова), думка Лада (редакція Лядова), гопак, сцена очікування Хіврі Опанасом Івановичем і думка Парасі (оркестрова редакція всіх п'яти номерів належить Лядову). Проте, в рукописах Мусоргського збереглася значна кількість музичного матеріалу, а саме: "сцена ярмарку", якою починається опера, і перша половина другої дії. Цей матеріал був адаптований В.Г. Каратигіним, доповнений і оркестрований Ц.А. Кюї. Решта ж матеріалу, зокрема, сцена Черевика та Хіврі та сцена Лада і циганки в другій половині першого акту і весь третій [акт], за винятком Думки та Гопака Парасі, доповнений і оркестрований Ц.А. Кюї, і, таким чином, посмертну працю Мусоргського завершено.
Однак версія Кюї не знайшла постійного місця в репертуарі, і опера була дописана та оркестрована знову Миколою Черепниним в 1923 році та Віссаріоном Шебаліним у 1930 році. Версія Шебаліна з того часу стала стандартом. Вона також включає "Ніч на Лисій горі" в якості прелюдії до третього акту, а не інтермедії в першому акті (після "Думки" Грицька), як спочатку планував Мусоргський.

## Записи
| Рік  | У ролях: Черевик, Хівря, Парася, Грицько, Афанасій Іванович                           | Диригент та оркестр                                                                 | Версія  | Лейбл                                                                |
| ---- | ------------------------------------------------------------------------------------- | ----------------------------------------------------------------------------------- | ------- | -------------------------------------------------------------------- |
| 1955 | Латко Корошець Богдана Стрітар Вільма Буковець Міро Бранник Славко Штрукель           | Само Хубад Словенська національна опера                                             | Шебалін | LP: Philips, Cat: A 00329-00330 L                                    |
| 1969 | Геннадій Троїцький Антоніна Клещова Людмила Білобрагіна Олексій Усманов Юрій Єльніков | Юрій Аранович Симфонічний оркестр і хор Московського радіо                          | Шебалін | LP: Melodiya, Cat: D 026823-28; CD: Melodiya-Eurodisc, Cat: GD 69126 |
| 1983 | Владімір Маторін Л. ЖахаренкоЛідія ЧернихАнатолій МіщевськийВ’ячеслав Войнаровський   | Владімір Єсіпов Оркестр і хор театру імені Станіславського                          | Шебалін | LP: Melodiya, Cat: C10 20721 007; CD: Olympia, Cat: OCD 114 A/B      |
| 1996 | Герман Куклін Світлана Залізняк Надія Рижкова Віталій Петров Сергій Майструк          | Євген Бражник Оркестр та хор Єкатеринбурзького державного академічного театру опери | Шебалін | URAL                                                                 |